# هیدتوشی واکوی
هیدتوشی واکوی (انگلیسی: Hidetoshi Wakui؛ زادهٔ ۱۲ فوریهٔ ۱۹۸۳) بازیکن فوتبال اهل ژاپن است.
از باشگاه‌هایی که در آن بازی کرده‌است می‌توان به باشگاه فوتبال گوریتسا، باشگاه فوتبال مینسک، باشگاه فوتبال نومه کالیو، و باشگاه فوتبال آلبیرکس نیگاتا اشاره کرد.